# اشلی کارتر
اشلی کارتر (انگلیسی: Ashley Carter؛ زادهٔ ۱۲ سپتامبر ۱۹۹۵) بازیکن فوتبال اهل بریتانیا است.
از باشگاه‌هایی که در آن بازی کرده‌است می‌توان به باشگاه فوتبال ولورهمپتون واندررز، باشگاه فوتبال چسترفیلد، و باشگاه فوتبال تاموورث اشاره کرد.